# Krnov
Krnov ( tjekkisk udtale: [ˈkr̩nof] ; tysk: Jägerndorf, polsk: Karniów eller Krnów) er en by i distriktet Bruntál i den regionen Mähren-Schlesien i Tjekkiet med omkring 23.000 indbyggere.

## Inddeling
Byen består af bydelene Pod Bezručovým vrchem og Pod Cvilínem og landsbyen Krásné Loučky.

## Geografi
Krnov ligger omkring 21 km nordvest for Opava og 49 km nordvest for Opava, i den historiske region Tjekkiske Schlesien på grænsen til Polen. Byen ligger ved sammenløbet af floderne Opava og Opavice.
Den nordlige del af området med selve byen ligger i Zlatohorská-højlandet, den vestlige og sydlige del ligger i Nízký Jeseník- området. En lille del mod sydøst strækker sig ind i Opava Hilly Land . Det højeste punkt er bakken Bednářský vrch som er 588 m over havets overflade.

## Historie
Den første skriftlige omtale af Krnov er fra 1240. Senest i 1269 og formentlig allerede i 1253 var Krnov en by. I anden halvdel af 1200-tallet blev byens befæstning bygget. I 1273 kom franciskanerordenen til byen og etablerede et kloster.
Krnov var en del af hertugdømmet Troppau indtil 1377, hvor hertugdømmet Krnov blev udskilt og byen blev dens hovedstad. Krnov trivedes, laug blev etableret og tekstilhåndværk udviklet. I 1523 blev hertugdømmet Krnov erhvervet af familien Hohenzollern. De havde bygget et slot her, og under deres styre opnåede byen sin største velstand og befolkningstilvækst.
Velstanden endte med Trediveårskrigen, hvor kampene medførte tilbagegang og stagnation. Efter krigen blev hertugdømmet erhvervet af huset Liechtenstein, som påbegyndte genkatoliseringen af hele hertugdømmet. I det 17. og 18. århundrede stagnerede byen økonomisk, men her blev der skabt flere barokke monumenter. Efter den østrigske arvefølgekrig blev Krnov en grænseby. I 1779 ødelagde en stor brand næsten hele byen.
Byens fik ny fremgang med den industrielle revolution i det 19. århundrede. Tekstilfabrikker begyndte at blive etableret, og inden for få årtier mere end fordoblede Krnov sin befolkning. Jernbanen, der blev åbnet i 1872, hjalp også med udviklingen.
Ifølge den østrigske folketælling i 1910 havde byen 16.681 indbyggere. Folketællingen havde bedt folk om at oplyse deres modersmål; 15.390 (98,4%) var tysktalende og 247 (1,5%) var tjekkisktalende. Jøder fik ikke lov til at erklære jiddisch, så de fleste af dem erklærede tysk som deres modersmål. De mest folkerige religiøse grupper var romersk-katolske med 15.290 (91,7 %), efterfulgt af protestanter med 885 (5,3 %) og jøder med 459 (2,8 %). 
Fra 1938 til 1945 blev det besat af Tyskland og administreret som en del af Reichsgau Sudetenland . Under Anden Verdenskrig drev tyskerne et Gestapo-fængsel og fire tvangs-underlejre til Stalag VIII-B/344 -krigsfangelejren i byen. Efter krigen blev den tyske befolkning fordrevet i overensstemmelse med Potsdam-aftalen.
I 1948 kom flygtninge fra Grækenland, der flygtede som følge af den græske borgerkrig til Tjekkoslovakiet, og i Krnov og dets omgivelser dannede de et betydeligt samfund. De assimilerede sig med succes, og selvom de fleste af dem vendte tilbage til deres hjemland efter 1975, er der stadig flere hundrede af dem.

## Økonomi
Krnov er kendt for produktionen af den cola-baserede drik Kofola. Firma med samme navn, er den største industrielle arbejdsgiver i byen
En af de største lokale virksomheder var Rieger–Kloss, som fremstillede pibeorgler. Den blev grundlagt i 1873 og produktionen er fortsat næsten til i dag, men efter økonomiske problemer blev produktionen stoppet i 2018.

## Seværdigheder
Bytorvets vartegn er rådhuset i neorenaissancen. Det blev bygget i 1901–1903 på stedet for et gammelt rådhus fra det 16. århundrede. Det har et rigt dekoreret 52 meter højt tårn, som er en kopi af Währing rådhustårn. Rådhuset er tegnet af Leopold Bauer, indfødt i Krnov. Det andet vartegn er byens sparekasse, som er forbundet med rådhuset. Art Nouveau-barokbygningen med en rigt struktureret facade blev bygget i 1906–1907.
Krnov-synagogen er den eneste synagoge i regionen, der har overlevet den dag i dag i sin oprindelige form. Interiøret er den mauriske Revival-stil. I dag fungerer det som udstillings- og koncertsal.
Franciskanerklosterets barokke kompleks med Jomfru Marias fødselskirke blev bygget efter 1779, da de oprindelige gotiske bygninger blev ødelagt af en brand. Klosteret blev nedlagt i 1950 og restaureret i 1989.
Krnov Slot blev bygget i 1531-1535. I dag tjener det kommercielle formål og som administrativt sæde er det kun gården, der er frit tilgængelig. 

## Galleri
- Krnov Slot
- Helligåndskirken
- Cvilín observationstårn
- Vor Frue af de syv sorgers kirke på Cvilín
- Stationer på korsvejen
- Skydehus
- Den svenske mur